# Кането ди Роди (Латина)
Кането ди Роди је насеље у Италији у округу Латина, региону Лацио.
Према процени из 2011. у насељу је живело 67 становника. Насеље се налази на надморској висини од 13 м.